# José Sasía
José Francisco Sasía Lugo (Treinta y Tres, 27 de dezembro de 1933 – Montevidéu, 18 de setembro de 1996) foi um futebolista uruguaio popularmente conhecido como El Pepe Sasía. É um dos muitos símbolos do futebol uruguaio. 

## Carreira
Nascido na cidade de Treinta y Tres em 1933, ingressou no Defensor em 1949, na categoria juvenil, destacando-se rapidamente.
Jogou em clubes uruguaios: Defensor, Peñarol, Nacional e Racing; e argentinos: Boca Juniors e Rosario Central. 
Conquistou a Taça Libertadores da América em 1961 pelo Peñarol, vencendo o Palmeiras na final. Ainda em 1961 foi campeão intercontinental ao anotar dois gols diante do Benfica, na terceira partida da Copa Intercontinental.

## Seleção
Disputou 44 partidas na seleção uruguaia, participando da Copa do Mundo de 1962 e da Copa do Mundo de 1966.
Em 1956 foi convocado pela seleção uruguaia, disputando a Copa Barão do Rio Branco, contra o Brasil. Foi campeão da Copa América de 1959, no Equador, na edição extra ocorrida em dezembro.

## Falecimento
Sasía morreu de parada cardíaca em 18 de setembro de 1996, em Montevidéu.